# Şahdağ-Şirvan Voleybol Klubu
Lo Şahdağ-Şirvan Voleybol Klubu è una società pallavolistica femminile con sede a Shirvan, in Azerbaigian. Milita nel massimo campionato azero.

## Storia
Lo Şahdağ-Şirvan Voleybol Klubu viene fondato nel 2010, prendendo parte alla Superliqa nella stagione 2010-11. Al termine del campionato, chiuso al sesto ed ultimo posto e con una sola vittoria, la società cessa di esistere.

## Rosa 2010-11
L'ultima rosa con la quale lo Şahdağ-Şirvan Voleybol Klubu ha preso parte alla Superliqa. 
| N° | Nome               | Ruolo | Data di nascita  | Nazionalità sportiva |
| -- | ------------------ | ----- | ---------------- | -------------------- |
| 1  | Darya Zamanova     | S/O   | 30 aprile 1987   | Azerbaigian          |
| 3  | Tanja Săbkova      | S/O   | 10 giugno 1989   | Bulgaria             |
| 4  | Simona Ivanova     | P     | 3 settembre 1985 | Bulgaria             |
| 5  | Lada Maksimova     | S     | 9 maggio 1987    | Azerbaigian          |
| 6  | Ayşən Əbdüləzimova | C     | 11 aprile 1993   | Azerbaigian          |
| 8  | Carla Bradstock    | P     | 11 agosto 1985   | Canada               |
| 8  | Natavan Gasimova   | P     | 8 luglio 1985    | Azerbaigian          |
| 9  | Shafag Karimova    | L     | 15 ottobre 1988  | Azerbaigian          |
| 10 | Odina Əliyeva      | S     | 22 maggio 1990   | Azerbaigian          |
| 11 | Paulina Gajewska   | L     | 6 agosto 1985    | Polonia              |
| 12 | Jordana Price      | C     | 29 marzo 1987    | Stati Uniti          |
| 15 | Aynur Kərimova     | C     | 7 dicembre 1988  | Azerbaigian          |
| -  | Ulkar Mammadova    | S     | 31 dicembre 1994 | Azerbaigian          |